# Hallertorbrücke
Most bramy Hallera (z niem: Hallertorbrücke) - most w Norymberdze nad rzeką Pegnitz. Pierwszy most w tym miejscu powstał w 1564 r. Po powodziach został odbudowany w 1598 i 1697, następnie rozbudowany w 1881 w celu przeprowadzenia torów tramwajowych i był odnawiany w latach 1936, 1963 i 2015.

## Źródła
- Hallertorbrücke in: Michael Diefenbacher, Rudolf Endres (Hrsg.): Stadtlexikon Nürnberg. 2., verbesserte Auflage. W. Tümmels Verlag, Nürnberg 2000, ISBN 3-921590-69-8